# Казимир Зіпсер
Казимир Зіпсер (пол. Kazimierz Zipser; 2 січня 1875, Збараж — 8 червня 1961, Вроцлав) — польський залізничний інженер, ректор Львівської політехніки у 1928—1929 та 1932—1933 роках.

## Біографія
У 1892 закінчив 4-ту середню школу та Реальну школу у Львові. У 1892—1898 роках навчався на інженерному факультеті Національного університету «Львівська політехніка». Протягом декількох років поспіль працював на будівництві залізниць і залізничної адміністрації в Інсбруку, Львові та в Станіславі.
У 1921 році призначений професором Технічного університету Львівської залізниці та керівник департаменту залізниць.
У 1925 році працював редактором «Технічного журналу». Був деканом інженерного відділу (1925—1933). Член Польського політехнічного товариства у Львові.
У 1931 році став членом правління провінційного комітету Львова. 16 квітня 1936 був знову обраний віце-президентом Львівського обласного округу.
Під час першої радянської окупації Львова (1939—1941) продовжував працювати в університеті.
У 1945 році був змушений виїхати зі Львова, спочатку до Кракова, де він в 1945—1947 роках пропрацював професором в Краківській гірничо-металургійній академії імені Станіслава Сташиці [Архівовано 29 вересня 2017 у Wayback Machine.], а потім у 1947 році переїхав у Вроцлав, де до 1958 року він був головою залізничного будівництва в Технічному університеті Вроцлава.
У 1947—1949 роках — проректор Вроцлавської політехніки. До 1958 року був керівником кафедри будівництва залізниць у цій же Політехніці.
Батько архітектора, професора Тадеуша Зіпсера.

## Нагороди
- Командорський хрест ордена Відродження Польщі (1936)
- Офіцерський хрест ордена Відродження Польщі (1950)
- Золотий хрест Заслуги (1954)
- Лицар ордена Франца Йосифа (Австро-Угорщина, 1917)